# Качан, Владимир Владимирович
Влади́мир Влади́мирович Кача́н (род. 14 ноября 1958 года, Гродно) — белорусский художник-монументалист.

## Биография
Родился 14 ноября 1958 г. в Гродно (Белорусская ССР).
Занимался рисованием в изостудии Дворца химиков у преподавателя Гарри Константиновича Мазурова. С 1982 по 1987 год учился в Минске, в Белорусском театрально-художественном институте, на факультете монументально-декоративного искусства под руководством Народного художника Беларуси Гавриила Ващенко. Кроме станковой живописи стал мастером витража, мозаики, фрески, рельефа и других видов монументального искусства. Получил диплом с отличием, медаль Академии художеств СССР в Ленинграде. Участвует в художественных выставках с 1980 года.
В 1987 году вернулся в Гродно. Является членом Белорусского Союза художников, членом Американской портретной Ассоциации (Portrait Society of America). Является автором циклов исторических и современных портретов.
Награждён грамотами и дипломами Белорусского Союза художников, Памятным знаком «2000-летия христианства» (2000 г.), почетной грамотой Министерства культуры Республики Беларусь. Является Лауреатом премии Ленкома Белоруссии и премии «За творческие достижения в области культуры и искусства» в номинации «Лучший художник».
Жена Ирина — автор концепции и руководитель Музея истории пожарной службы Гродно. Брат Анатолий — известный гродненский журналист (ум. 2004).

## Творчество
Изобразительная манера произведений Владимира Качана характеризуется обобщённой монументализацией и почти рельефной пластикой живописных решений. Ассоциативные образные структуры пересекаются с реальными жизненными формами. Художник по-своему интерпретирует известные сюжеты из мировой мифологии, искусства, сакральной истории. В своём творчестве он стремится постичь культурные коды мастеров европейской живописи разных столетий, утверждая визуальную возможность созерцания подсознания, использует философские аллегории, экспрессивные стилизации, осуществляя с помощью средств художественной выразительности поиски сверхъестественного в повседневной действительности.

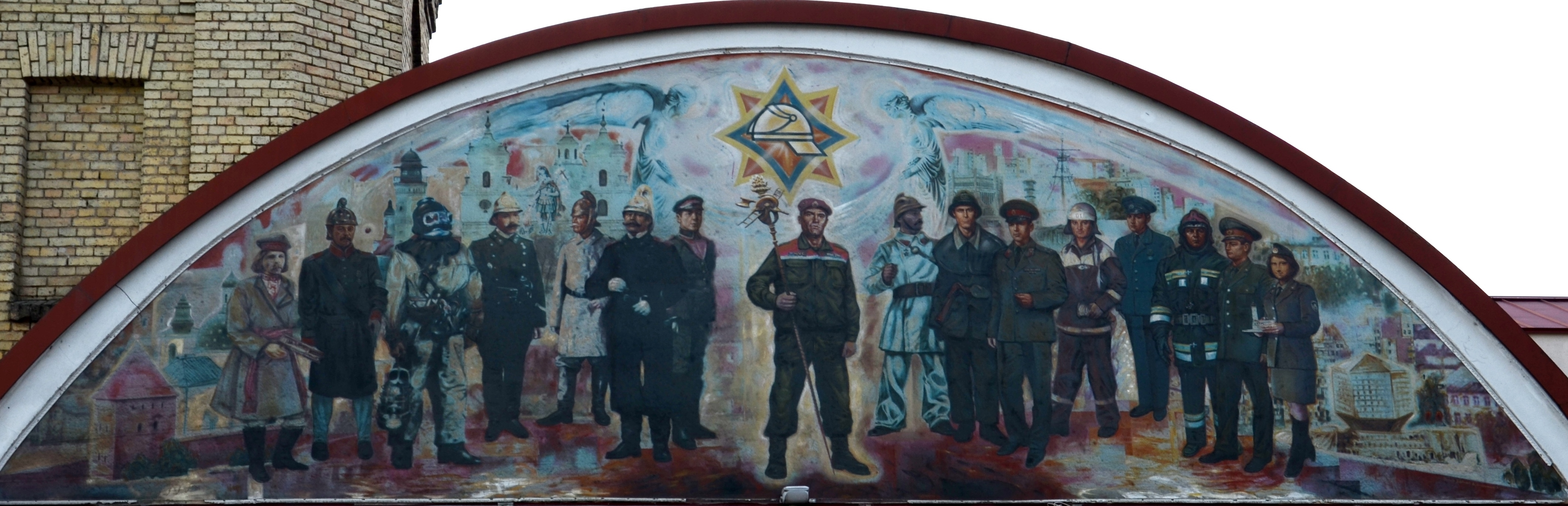
Монументальная роспись «Огнеборцы – история и традиции мужества» на фасаде Музея истории пожарной службы Гродно, 2008

### Художественные проекты
- 1997 — 1998 — портретная галерея для Гродненского горисполкома (XII-XX вв.) «Мэрия-2000» (14 произведений живописи);
- 1999 — к 100-летию Гродненской Епархии 15 портретов цикла «Святители земли Городенской»;
- 2000 — 2002 — портретная галерея губернаторов Гродно с 1802 по 2002 годы (23 произведения)[6];
- 2004 — 2005 — портретная галерея руководителей Национального банка Республики Беларусь (17 произведений);
- 2006 — 2007 — портретная галерея ректоров и профессоров Гродненского медицинского университета (63 произведения);
- 2007 — 2008 — портретная галерея ректоров и профессоров Гродненского аграрного университета (32 произведения);
- 2009 — 2010 — портретная галерея ректоров и профессоров Гродненского государственного университета (16 произведений)[7];
- 2009 — проект «АртЭволюция», галерея Тизенгауза, Гродно[4];
- 2010 — цикл портретов «Лики Нации» к Фестивалю Национальных культур в Гродно (10 произведений).
- 2014 — цикл портретов основателей и руководителей ОАО "Красносельскстройматериалы" (7 произведений).
- 2014-2015 — цикл портретов руководителей УВД Гродненского облисполкома (10 произведений).
- 2015 — участие в арт-проекте «Диалог эпох. Интерпретации», картинная галерея Г. Х. Ващенко,
- 2017 — цикл портретов  руководителей пожарной службы Гродненщины и МЧС Гродненского облисполкома (10 произведений).

Гомель.

«Диалог эпох. Интерпретации»
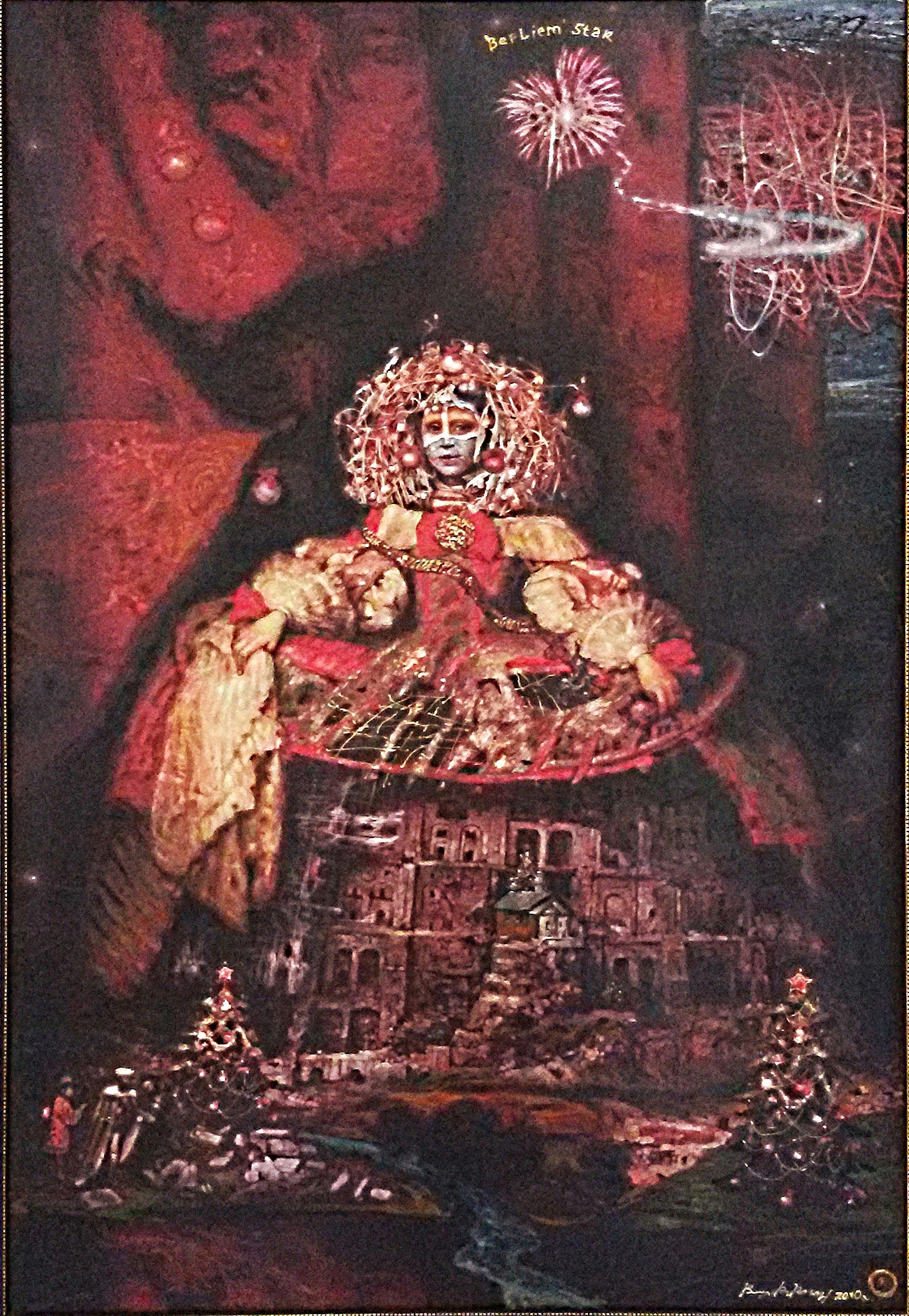
«Рождество с Инфантой», 2010. Холст, акрил. 120 х 80 см
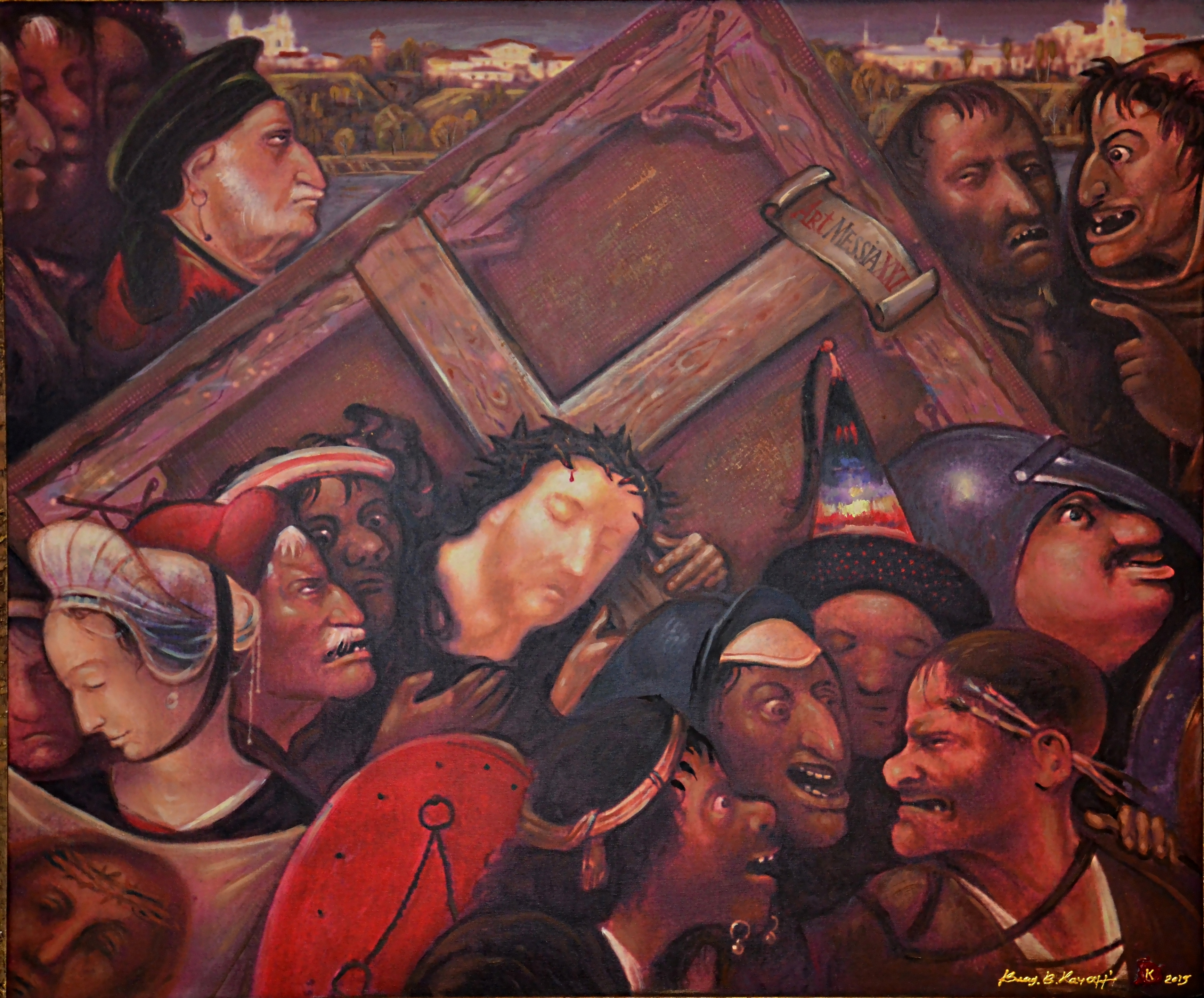
«Art Messia XXI», 2015. Холст, акрил. 100 х 120 см